# Silůvky
Silůvky (deutsch Siluwka) ist eine Gemeinde in Tschechien. Sie liegt sieben Kilometer östlich von Ivančice und gehört zum Okres Brno-venkov.

## Geographie
Silůvky befindet sich in dem Tal der Šatava am Übergang der Bobravská vrchovina zur Thaya-Schwarza-Talsenke. Das Dorf liegt am Rande des Naturparks Bobrava. Nördlich erhebt sich die Horka (321 Meter), im Südosten die Jalovčiny (337 Meter) und südwestlich die Bukovina (385 Meter). Westlich des Dorfes verläuft die Bahnstrecke Hrušovany nad Jevišovkou–Brno durch den Wald, dort liegt auch die Bahnstation Silůvky.
Nachbarorte sind Prštice im Norden, Nebovidy im Nordosten, Ořechovičky, Ořechov und Tikovice im Osten, Syrovice und Bratčice im Südosten, Mělčany, Dolní Kounice und Nové Bránice im Süden, Moravské Bránice im Südwesten, Ivančice im Westen sowie Hlína im Nordwesten.

## Geschichte
Die erste schriftliche Erwähnung des Dorfes erfolgte im Jahre 1277.
Nach der Aufhebung der Patrimonialherrschaften bildete Silůvky ab 1850 eine Gemeinde in der Bezirkshauptmannschaft Brünn. In den 1860er Jahren erfolgte westlich des Dorfes der Bau der Bahnstrecke Hrušovany nad Jevišovkou–Střelice. 1921 wurde die Gemeinde dem Okres Brno-venkov zugeordnet. Zwischen 1948 und 1960 gehörte Silůvky zum Okres Brno-okolí. Nach dessen Aufhebung kam Silůvky zum Okres Brno-venkov zurück.

## Sehenswürdigkeiten
- Kapelle des hl. Anna